# Nostocales
Nostocales sind eine taxonomische Ordnung innerhalb der Klasse der Cyanophyceae. Die Zellen bilden stets einreihige Fäden (Filamente) aus hintereinanderliegenden, nie querliegenden, runden oder zylindrischen Zellen. Die Zellfäden sind stets unverzweigt und von zylindrischen Gallerthüllen umgeben. Die Filamente bilden oft großflächige Verbände bis zu mehreren Zentimetern Länge.
Fast alle Gattungen bilden größere, von verdickten Zellwänden umgebene Dauerzellen (Akineten), die sich von den vegetativen Zellen außerdem durch ihre ovale Form und eingelagerte Speichergranula aus Cyanophyceenstärke oder Polyphosphat oder Polypeptiden unterscheiden. Anders als bei der ebenfalls fädigen Ordnung der Oscillatoriales finden sich keine beweglichen Hormogonien.
Viele Gattungen bilden Heterocysten zur Stickstofffixierung, die in regelmäßigen Abständen über die Zellfäden verteilt sind. Schwaches Licht oder Phosphatmangel lösen die Bildung von Sporen (Akineten) aus. Diese großen, länglichen, ovalen Zellen liegen häufig nahe den Heterocysten und können Jahrzehnte an Trockenheit, Kälte und Nahrungsmangel überdauern.
Die Ordnung umfasst 17 Familien mit etwa 1430 Arten. Die bekanntesten sind die in Süßwasser vorkommenden Gattungen wie Nostoc (Familie Nostocaceae) sowie die im Salzwasser vorkommende Gattung Nodularia (Familie Aphanizomenonaceae) und die Gattung Anabena (Familie Nostocaceae) und die Spezies Aphanizomenon flos-aquae (Familie Aphanizomenonaceae), die sowohl in Salz-, im Süß-, als auch in Brackwasser vorkommt. Weitere Gattungen sind Gloeotrichia, Rivularia und Richelia.